# Lavatjärnen (Alanäs socken, Jämtland, 711651-147794)
Lavatjärnen är en sjö i Strömsunds kommun i Jämtland och ingår i Ångermanälvens huvudavrinningsområde.